# 425 p.n.e.
| [ Edytuj tabelę ] |                                                                      |
| Władca Chin       | - 426 p.n.e. Weiliewang 402 p.n.e.                                   |
| Król Elimei       | - 435 p.n.e. Derdas I 405 p.n.e.                                     |
| Król Epiru        | - 430 p.n.e. Tarypas 390 p.n.e.                                      |
| Król Kartaginy    | - 440 p.n.e. Hannibal Magonida 406 p.n.e.                            |
| Król Linkos       | - 430 p.n.e. Arrabajos I 400 p.n.e.                                  |
| Król Macedonii    | - 448 p.n.e. Perdikkas II 413 p.n.e.                                 |
| Władca Persji     | - 465 p.n.e. Artakserkses I 424 p.n.e.                               |
| Król Sparty       | - 459 p.n.e. Plejstoanaks 409 p.n.e. - 427 p.n.e. Agis II 398 p.n.e. |
| Król Sydonu       | - 426 p.n.e. Abdamon 404 p.n.e.                                      |
| Król Syngalezów   | - 437 p.n.e. Pandukabhaya 367 p.n.e.                                 |
| Król Tracji       | - 445 p.n.e. Sitalkes 424 p.n.e.                                     |

Rok 425 p.n.e.
stulecia: VI wiek p.n.e. ~
V wiek p.n.e. ~
IV wiek p.n.e.

lata: 435 p.n.e. «
429 p.n.e. «
428 p.n.e. «
427 p.n.e. «
426 p.n.e. «
425 p.n.e. »
424 p.n.e. »
423 p.n.e. »
422 p.n.e. »
421 p.n.e. »
415 p.n.e.

## Wydarzenia
Grecja
- w Atenach – początek budowy świątyni Nike Apteros, początek budowy teatru kamiennego, ukończenie Thesejonu;
- wystawienie na Lenajach pierwszej zachowanej komedii Arystofanesa, Acharnejczyków, traktującej o toczącej się właśnie wojnie;
- w trakcie II wojny peloponeskiej – wyprawa Agisa II do Attyki, bitwa pod Solygejon, walki o wyspę Sfakteria, bitwy na Sycylii pod Naksos i morska pod Messyną.

Persja
- walki o władzę między synami Artakserksesa I

## Zmarli
- Herodot, historyk grecki (data sporna lub przybliżona)
- Artakserkses I, król Persji
- Kserkses II, epizodyczny król Persji